# Arthur Rushen
Arthur Rushen (ur. 10 czerwca 1884 w Londynie, zm. w  1968 w Chelmsford) – brytyjski kolarz torowy, złoty medalista olimpiady.

## Kariera
Największy sukces w karierze Arthur Rushen osiągnął w 1906 roku, kiedy wspólnie z Johnem Matthewsem zdobył złoty medal w wyścigu tandemów podczas letniej olimpiady w Atenach. Na tej samej imprezie wystartował w jeszcze czterech konkurencjach kolarskich, najlepszy wynik uzyskując w jeździe na 1000 m na czas, którą ukończył na piętnastej pozycji. Na rozgrywanych dwa lata później igrzyskach olimpijskich w Londynie w parze z Johnem Barnardem wystartował w wyścigu tandemów, ale Brytyjczycy odpadli już w pierwszej rundzie. Ponadto w 1906 roku zdobył mistrzostwo kraju w tandemach, ustanowił też kilka rekordów kraju.